# Gone (пісня Pearl Jam)
«Gone» (укр. Пішов) — пісня американського рок-гурту Pearl Jam, третій сингл з альбому Pearl Jam (2006).

## Історія створення
Автором пісні став вокаліст Pearl Jam Едді Веддер. Він написав цю композицію самотужки в готелі, напередодні концерту в Атлантік-Сіті. Веддер намагався вивчити пісню Брюса Спрінгстіна, але це в нього не дуже виходило, і замість цього він написав нову пісню. Веддер презентував її на концерті 1 жовтня 2005 року, зігравши її «на біс» самостійно під акомпанемент гітари.
Композиція виконується в середньому темпі. В ній розповідається про людину, яка хоче розпочати все спочатку. Головний герой залишає Атлантік-Сіті на машині, маючи лише один бак пального, намагаючись позбутись свого минулого. Веддер порівнював цю пісню з «Rearviewmirror», бо в ній також головні події відбуваються в автомобілі.
Веддер записав демоверсію «Gone» в кінці 2005 року, видавши її на різдвяному синглі для членів фан-клубу Pearl Jam разом з кавер-версією «Little Sister» Елвіса Преслі. Згодом гурт записав повноцінну версію композиції та випустив її на альбомі Pearl Jam, що вийшов 2 травня 2006 року. «Gone» стала третім синглом з альбому (після «World Wide Suicide» та «Life Wasted»), з'явившись в ротації на радіостанціях 9 жовтня 2006 року. Через декілька тижнів вона потрапила до хіт-параду Billboard Modern Rock, де посіла 40 місце. 

## Місця в хіт-парадах
| Хіт-парад (2006)      | Найвища позиція |
| --------------------- | --------------- |
| US Modern Rock Tracks | 40              |